# NGC 4261
NGC 4261 هي مجرة إهليلجية تقع خلف عنقود العذراء المجري في سحابة-دبليو (W-cloud).
تم اكتشافها في 13 أبريل 1784 من قبل عالم الفلك الألماني المولد ويليام هيرشل. المعروفة باسم NGC 4261 group ،  والتي هي جزء من عنقود العذراء المجري.
التصنيف الشكلي لهذه المجرة هو E2 ، يشير إلى مجرة إهليلجية بنسبة 5: 4 بين المحاور الرئيسية والثانوية. إن المجوعة النجمية للمجرة قديم ، ولا يظهر أي مؤشرات على عمليات اندماج أو تفاعلات حديثة مع أعضاء آخرين في مجموعتها. الصورالمكبرة للمجرة تبين مركزا للمجرة في شكل صندوقي غريب ، مع عدم وجود علامات تشير إلى تفاعلات كبيرة حدثت خلال المليار سنة الماضية. يوجد طريقان غباريان لامعان على طول المحور الشمالي-الجنوبي للمجرة ، والقرص من الغبار شديد اللمعان حول النواة.
يمكن مشاهدة اثنين من النفاثات البارزة المنبثقة من النواة في النطاق الراديوي. المجرة إن جي سي 4260 لها نواة مجرية نشطة مع ثقب أسود فائق الكتلة في اللب بكتلة (4.9±1.0)×108 الكتلة الشمسية. تقدر المجرة بحوالي 60 ألف سنة ضوئية عبر قطرها ، ويقدر طول نفاثتيها تمتد حوالي 88 ألف سنة ضوئية.
تحتوي نواة تلك المجرة النشطة على ثقب أسود هائل يبلغ 400 مليون كتلة شمسية
. وتبعد المجرة بنحو 96 مليون سنة ضوئية.

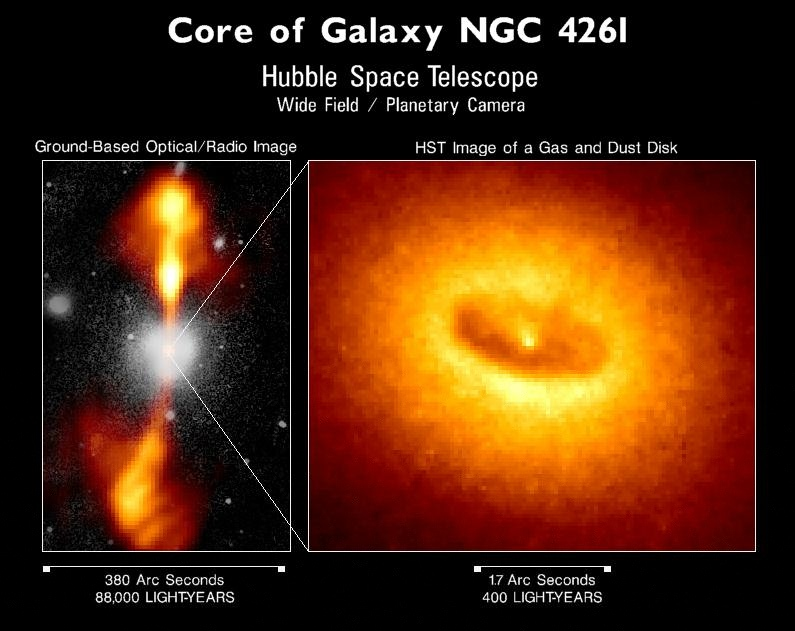
صورة مرصد هابل الفضائي لقرص الغاز والغبار في النواة المجرية النشطة لمجرة NGC 4261. وتـٌرى النفاثتان الغباريتان لامعتان منطلقة منها من ناحية قطبيها.

## وصلات خارجية
- NGC 4261 على موقع ويكي سكاي: DSS2, SDSS, GALEX, IRAS, Hydrogen α, X-Ray, Astrophoto, Sky Map, Articles and images